# 富山県の市町村歌一覧
富山県の市町村歌一覧（とやまけんのしちょうそんかいちらん）は、日本の富山県に属する市町村で制定されている、もしくは過去に制定されていた市町村歌などの自治体歌やそれに準じた楽曲の一覧である。なお、一覧の順序は全国地方公共団体コード順による。

## 概説
富山県下の市歌では県庁所在地の富山市を始め表題もしくは副題を「市民の歌」とするものが多い点に特徴がある。平成の大合併を経て新たに誕生した市でも比較的早期に市歌が制定されており、新設合併に際して富山市よりも6年早い1946年（昭和21年）制定の市歌を廃止した高岡市は2015年（平成27年）に2代目の市歌を制定した。作詞は「富山県民の歌」の作詞者である辻本俊夫の手になるものが合併に伴い廃止されたものを含めて複数あり、作曲は富山大学教授の黒坂富治が手掛けたものが多くみられる。
町村部では下新川郡舟橋村が2013年（平成25年）に新しく村歌を制定した。

## 市部
富山市
- 富山市民の歌[3] - 1952年（昭和27年）制定

作詞：奥井友子 作曲：黒坂富治 編曲：飯田信夫
新設合併前の（旧）富山市の市歌で、1954年（昭和29年）開催の富山産業大博覧会を記念して制定。太平洋戦争において焼夷弾を使用した地方都市への攻撃としては最大規模の被害を出したことで知られる富山大空襲の記憶が真新しい時代背景を描写した「復興市民歌」であった。富山地域合併協議会で「歌及び音頭については、新市において、指定の有無も含め検討する」との申し合わせが行われたため現在は失効したものとして扱われているが、後継の市歌制定は実現していない。
高岡市
- ふるさと高岡[1] - 2015年（平成27年）11月1日制定

作詞：林真理子 作曲：三枝成彰
新設合併10周年記念。2代目（新設合併後の高岡市としては初代）の市歌である。
2018年（平成30年）になり市内の団体から「2番の歌詞が男女共同参画社会に反している」として廃止を要求されたが、高岡市男女平等問題処理委員会は「男性だけを強調・賛美していることは考えられない」と廃止は不要とする答申を行っている。
その後、市では『あなたの「ふるさと高岡」』と題して新規の歌詞を一般公募したが、市の見解では「公募と廃止要求は無関係」としている。
魚津市
- 魚津市制十周年の歌[7] - 1962年（昭和37年）発表

作詞：和田得一 作曲：小澤慎一郎
市制10周年記念式典で演奏された式歌であり、正式な市歌ではないがこの歌を指して「魚津市民の歌」と呼ぶ場合がある。
常設的な市民歌の制定は1982年（昭和57年）の市制30周年記念事業として企画されたが、歌詞の懸賞募集が不調に終わっており「多くの方に好まれる歌づくりの難しさから、制定には至りませんでした」としている。
氷見市
- 氷見市民の歌[10] - 1963年（昭和38年）8月23日制定

作詞：辻本俊夫 作曲：北東稔
滑川市
- 滑川市の歌[11] - 1954年（昭和29年）制定

作詞：高島高 作曲：信時潔
2009年（平成21年）の市制55周年に際し、現在では不適切とされる2番の「裏日本に」を「広く日本に」へ改訂した。
黒部市
- 夢・愛・未来[12] - 2011年（平成23年）3月10日制定

作詞：穐山定文 作曲：岩代太郎
2代目（新設合併後としては初代）の市歌である。
砺波市
- 砺波市民の歌[13] - 2007年（平成19年）10月制定

作詞：大島文雄 作曲：宮下舜爾
2代目（新設合併後としては初代）の市歌である。
小矢部市
- 朝明けの輝く雲に[14] - 1962年（昭和37年）8月1日制定

作詞：堤秀二 補作：中條芳隆 作曲：黒坂富治
南砺市
- 緑の里から[15] - 2009年（平成21年）11月1日制定

作詞：南砺市のみなさん 作曲：高原兄
市制5周年記念
射水市
- 水きららかに街を射して[16] - 2007年（平成19年）3月31日制定

作詞：村田さち子 作曲：池辺晋一郎
なお、前身の新湊市は市歌を制定していなかった。

## 町村部
中新川郡舟橋村
- ちっちゃな舟橋村 - 2013年（平成25年）10月14日制定[2]

作詞・作曲：高原兄
1973年（昭和48年）制定の村民音頭「舟橋音頭」が長らく村歌に相当する楽曲とされていたが、1889年（明治22年）の町村制施行から一度も合併したことが無い「日本最小の村」をPRする一環として村歌を新しく制定した。
中新川郡上市町
- 上市町賛歌

作詞：佐伯外喜男 作曲：谷口新一 補作・編曲：土井浩
中新川郡立山町
- （不明）

下新川郡入善町
- 入善町の歌 - 1963年（昭和38年）10月1日制定[19]

作詞：川原寿彦 作曲：草島幸子
1968年（昭和43年）選定で三波春夫が歌唱する「花の入善音頭」のレコードB面に収録されている。
下新川郡朝日町
- （不明）

町商工会青年部が作成したPRソング「まめなけ! あさひ」（作詞：朝日町商工会青年部 作曲：高原兄 編曲：岩室晶子）が発表されている。

## 廃止された市町村歌
高岡市
- 高岡市民の歌 - 1946年（昭和21年）11月20日制定

作詞：藤沢克己 作曲：室崎琴月
初代（新設合併前の旧市）の市歌である。合併協議会の申し合わせに基づき廃止された。
黒部市
- 大黒部市の歌[22] - 1954年（昭和29年）制定

作詞：中島太一 作曲：黒坂富治
初代（新設合併前の旧市）の市歌である。
砺波市
- 市民の歌 - 1969年（昭和44年）4月1日制定[23]

初代（新設合併前の旧市）の市歌である。
- となみ野賛歌 - 1994年（平成6年）4月22日制定[23]

新設合併前の旧市の市民愛唱歌である。
上新川郡大沢野町
- 神通峡を行く水が[24]

作詞：大島文雄 作曲：黒坂富治
上新川郡大山町
- 大山讃歌[25]

作詞：高沢滋人 作曲：友井昌美
下新川郡宇奈月町
- 宇奈月町民の歌[22] - 1984年（昭和59年）制定

作詞：辻本俊夫 作曲：椿秀雄
婦負郡婦中町
- 婦中町民の歌[26]

作詞：清水利 作曲：岩河三郎
婦負郡山田村
- 山田村建設の歌[27]

作詞：松島義政 作曲：佐藤俊助
射水郡小杉町
- 小杉町民の歌[17] - 1959年（昭和34年）制定

作詞：島木万四郎 作曲：坂野宏
射水郡大島町
- 大島町民の歌[17] - 1974年（昭和49年）5月1日制定

作詞：長井忍 作曲：小澤慎一郎